# Músculo tarsal superior
O músculo tarsal superior é um músculo liso extraocular, localizado na pálpebra superior. Possui como função principal uma pequena elevação da pálpebra superior (em cerca de 2 mm).

## Papel na doença
Contribui para a aparência de espanto na oftalmopatia tireoideana.
A sua desnervação causa a ptose parcial observada na síndrome de Horner.